# 관광단지로
관광단지로(觀光團地路)는 경상북도 안동시 정상동 용정교 남단에서 안동시 성곡동 석동선착장을 연결하는 도로이다.

## 주요 경유지
- 용정교
- 길주중학교
- 용상터널
- 안동문화관광단지

## 주요 교차도로
- 강남로
- 경동로